# Marta Milans
Marta Milans (Madrid, 19 aprile 1982) è un'attrice spagnola naturalizzata statunitense.

## Biografia
Si è laureata all'università di New York con una doppia specializzazione in storia dell'arte e recitazione. Ha cominciato lavorando a Broadway e nel 2011 ha fatto il suo debutto televisivo statunitense apparendo in un episodio di Law & Order - Unità vittime speciali. L'anno successivo ha interpretato un ruolo da protagonista nel film horror Devoured, per il quale ha ricevuto due premi come miglior attrice al New York City Horror Film Festival e al Molins International Film Festival di Barcellona e una candidatura come miglior attrice al Fangoria Chainsaw Awards. Nell'ottobre 2013 è diventata una delle protagoniste della serie Killer Women, trasmessa all'inizio del 2014 dalla ABC e prodotta da Martin Campbell, Disney Studios, Ben Silverman e Sofía Vergara. Nel 2019 recita in Shazam!, dove interpreta Rosa Vasquez, la madre adottiva del protagonista. Ruolo ripreso anche nel sequel: Shazam! Furia degli dei. Nel 2020 entra a far parte del cast principale de I favoriti di Mida, serie televisiva spagnola distribuita da Netflix.

## Vita privata
È portavoce e vice-presidente della Santa-Gadea, azienda produttrice di formaggio di capra biologico della sua famiglia. È attivamente coinvolta con The Art of Elysium, un'organizzazione non profit che si concentra sul portare l'arte a bambini malati e con problemi di sviluppo. Il 13 marzo 2020 ottiene la cittadinanza statunitense.

## Filmografia

### Cinema
- Love in the Age of Dion, regia di Philip Cioffari (2006)
- Shame, regia di Steve McQueen (2011)
- Devoured, regia di Greg Olliver (2012)
- La scomparsa di Eleanor Rigby (The Disappearance of Eleanor Rigby), regia di Ned Benson (2013)
- Asher, regia di Michael Caton-Jones (2018)
- Shazam!, regia di David F. Sandberg (2019)
- Stoyan, regia di David ruiz (2021)
- Shazam! Furia degli dei (Shazam! Fury of the Gods), regia di David F. Sandberg (2023)

### Televisione
- La piel azul – serie TV, 2 episodi (2010)
- Valientes – serie TV, 46 episodi (2010)
- Law & Order - Unità vittime speciali – serie TV, episodio 12x22 (2011)
- Killer Women – serie TV, 8 episodi (2014)
- The Mysteries of Laura – serie TV, episodio 2x14 (2016)
- High Maintenance – serie TV, episodio 1x04 (2016)
- The Death of Eva Sofia Valdez – film TV (2016)
- No Tomorrow – serie TV, 4 episodi (2016-2017)
- The Wizard of Lies – film TV, regia di Barry Levinson (2017)
- Vergüenza – serie TV, 2 episodi (2017)
- Il molo rosso – serie TV, 16 episodi (2019-2020)
- White Lines – serie TV, 10 episodi (2020)
- El ministerio del tiempo – serie TV, episodio 4x08 (2020)
- I favoriti di Mida – serie TV, 5 episodi (2020)
- The Idol – serie TV, episodio 1x03 (2023)

### Doppiaggio
- Dark Woods – serie di podcast, 2 episodi (2021) - Maria Campbell

## Doppiatrici italiane
Nelle versioni in italiano dei suoi film, Marta Milans è stata doppiata da:
- Francesca Manicone in Killer Women
- Federica De Bortoli in Shazam!, Shazam! Furia degli dei
- Barbara De Bortoli in Il molo rosso
- Domitilla D'Amico in White Lines

## Riconoscimenti
- New York City Horror Film Festival
  - 2012 - Migliore attrice per Devoured

- Fangoria Chainsaw Awards
  - 2012 - Candidatura per la migliore attrice per Devoured

- Molins International Film Festival
  - 2012 - Migliore attrice per Devoured